# Fredy Thompson
Fredy Williams Thompson León (n. 2 de junio de 1982 en Puerto Barrios) es un futbolista guatemalteco, que comenzó a jugar en las divisiones inferiores del Comunicaciones como mediocampista y su último equipo fue Comunicaciones

## Estadísticas
| Club                       | Temporada           | Liga | Liga  |
| Club                       | Temporada           | PJ   | Goles |
| -------------------------- | ------------------- | ---- | ----- |
| Comunicaciones · Guatemala | 1999-00             | 0    | 0     |
| Comunicaciones · Guatemala | 2000-01             | 0    | 0     |
| Comunicaciones · Guatemala | 2001-02             | 0    | 0     |
| Comunicaciones · Guatemala | 2002-03             | 0    | 0     |
| Comunicaciones · Guatemala | 2003-04             | 0    | 0     |
| Comunicaciones · Guatemala | 2004-05             | 34   | 4     |
| Comunicaciones · Guatemala | 2005-06             | 31   | 2     |
| Comunicaciones · Guatemala | 2006-07             | 25   | 1     |
| Comunicaciones · Guatemala | Total               | 90   | 7     |
| Municipal · Guatemala      |                     |      |       |
| 2007-08                    | 25                  | 0    |       |
| Total                      | 25                  | 0    |       |
| Albinegros · México        |                     |      |       |
| 2008-09                    | 11                  | 0    |       |
| Total                      | 11                  | 0    |       |
| Comunicaciones · Guatemala | 2009-10             | 36   | 4     |
| Comunicaciones · Guatemala | 2010-11             | 0    | 0     |
| Comunicaciones · Guatemala | 2011-12             | 11   | 0     |
| Comunicaciones · Guatemala | Total               | 47   | 4     |
| Coatepeque · Guatemala     | 2014                | -    | -     |
| Coatepeque · Guatemala     | Total               | -    | -     |
| Antigua GFC · Guatemala    | 2014                | -    | -     |
| Antigua GFC · Guatemala    | Total               | -    | -     |
| Total en su carrera        | Total en su carrera | 173  | 11    |

## Selección nacional

### Goles como internacional
| #  | Fecha                   | Lugar                                                                 | Rival       | Gol | Resultado | Competición                                  |
| -- | ----------------------- | --------------------------------------------------------------------- | ----------- | --- | --------- | -------------------------------------------- |
| 1. | 4 de septiembre de 2010 | Lockhart Stadium, Fort Lauderdale (Estados Unidos)                    | Nicaragua   | 3–0 | 5–0       | Amistoso                                     |
| 2. | 7 de septiembre de 2010 | Robert F. Kennedy Memorial Stadium, Washington D. C. (Estados Unidos) | El Salvador | 1–0 | 2–0       | Amistoso                                     |
| 3. | 15 de noviembre de 2011 | Estadio Nacional de Granada, Saint George (Granada)                   | Granada     | 1–2 | 1–4       | Eliminatorias Copa Mundial de Fútbol de 2014 |